# Andre Ingram
Andre Ingram (Richmond, Virginia, 19 de noviembre de 1985) es un exjugador de baloncesto estadounidense que disputó 13 temporadas como profesional, la mayoría de ellas en la NBA G League. Con 1,91 metros de estatura, jugaba en la posición de escolta.

## Trayectoria deportiva

### Universidad
Jugó durante cuatro temporadas con los Eagles de la Universidad Americana, en las que promedió 14,0 puntos, 4,5 rebotes y 1,7 asistencias por partido. En su primera temporada fue elegido rookie del año e incluido en el mejor quinteto de novatos de la Patriot League, en 2005 y 2007 incluido en el mejor quinteto y en 2006 en el segundo.
Acabó su carrera universitaria como el quinto mejor anotador de la historia de los Eagles, con 1.655 puntos anotados, liderando al equipo en las cuatro temporadas.

### Profesional
Tras no ser elegido en el Draft de la NBA de 2007, sí lo fue en el Draft de la NBA D-League, donde los Utah Flash lo seleccionaron en la séptima ronda, en el puesto 94. Jugó cuatro temporadas en la franquicia, convirtiéndose en el máximo anotador histórico del equipo, con 2.098 puntos, y en el segundo mayor reboteador, con 608. Su mejor temporada fue la última, la 2010-2011, en la que promedió 13,0 puntos y 3,3 rebotes por partido. Al término de la temporada, los Flash suspendieron sus operaciones, abandonando la liga.
El 22 de marzo de 2012 fue adquirido por Los Angeles D-Fenders. con los que disputó los seis partidos que restaban de temporada regular, en los que promedió 12,2 puntos y 3,5 rebotes, y otros siete partidos de playoffs.
Tras perderse entera la siguiente temporada, regresó al equipo en 2013, disputando la temporada en la que promedió 9,1 puntos y 3,2 rebotes por partido. No regresó al equipo hasta enero de 2015, perdiéndose los dos primeros meses de la temporada siguiente, en la qua acabó promediando 9,2 puntos y 3,3 rebotes por encuentro.
Al año siguiente disputó la sería su segunda temporada completa con los D-Fenders, en la cual se convirtió en el jugador que más triples ha conseguido en la historia de la liga, con 583, logrando además ese año, en el transcurso del All-Star Game Weekend su segundo concurso de triples, tras el conseguido en 2010, consiguiendo además un récord de 39 aciertos en 50 lanzamientos en las dos rondas que disputó, récord no solo de la D-League, sino también de la NBA.
El 18 de octubre de 2016 fichó por los Perth Wildcats de la NBL Australia, en su primera salida para jugar fuera de su país. Sin embargo, ocho días después, y tras solo dos partidos disputados, solicitó ser liberado de su contrato alegando razones de salud mental por tal repentina decisión.
El 10 de abril de 2018 firma un contrato de 10 días con Los Angeles Lakers, cumpliendo así su sueño de jugar en la NBA. Debutó al día siguiente, con 32 años, ante Houston Rockets, logrando 19 puntos, 3 rebotes y 3 tapones. Su anotación supuso el quinto mejor registro para un debutante en los Lakers. Además, anotó 4 de sus 5 lanzamientos desde la línea de 3 puntos, récord de la franquicia en un debut.
En enero de 2019 se convirtió en el jugador que más partidos ha jugado en la historia de la D-League, con 402, sobrepasando el récord que hasta ese momento ostentaba Renaldo Major con 401.
Se retiró al término de la temporada 2021-22, siendo el jugador con más partidos disputados en la G League, tanto en temporada regular (474) como en playoffs (35), y el tercer máximo anotador de la historia (4536 puntos).

## Estadísticas de su carrera en la NBA

### Temporada regular
| Año     | Equipo      | PJ | PT | MPP  | %TC  | %3P  | %TL   | RPP | APP | ROB | TPP | PPP  |
| ------- | ----------- | -- | -- | ---- | ---- | ---- | ----- | --- | --- | --- | --- | ---- |
| 2017-18 | L.A. Lakers | 2  | 0  | 32.0 | .471 | .556 | 1.000 | 3.0 | 3.5 | 1.5 | 1.5 | 12.0 |
| 2018-19 | L.A. Lakers | 4  | 0  | 3.8  | .000 | .000 | –     | .5  | .0  | .3  | .0  | .0   |
| Total   | Total       | 6  | 0  | 13.2 | .348 | .417 | 1.000 | 1.3 | 1.2 | .7  | .5  | 4.0  |